# Вусик (ботаніка)

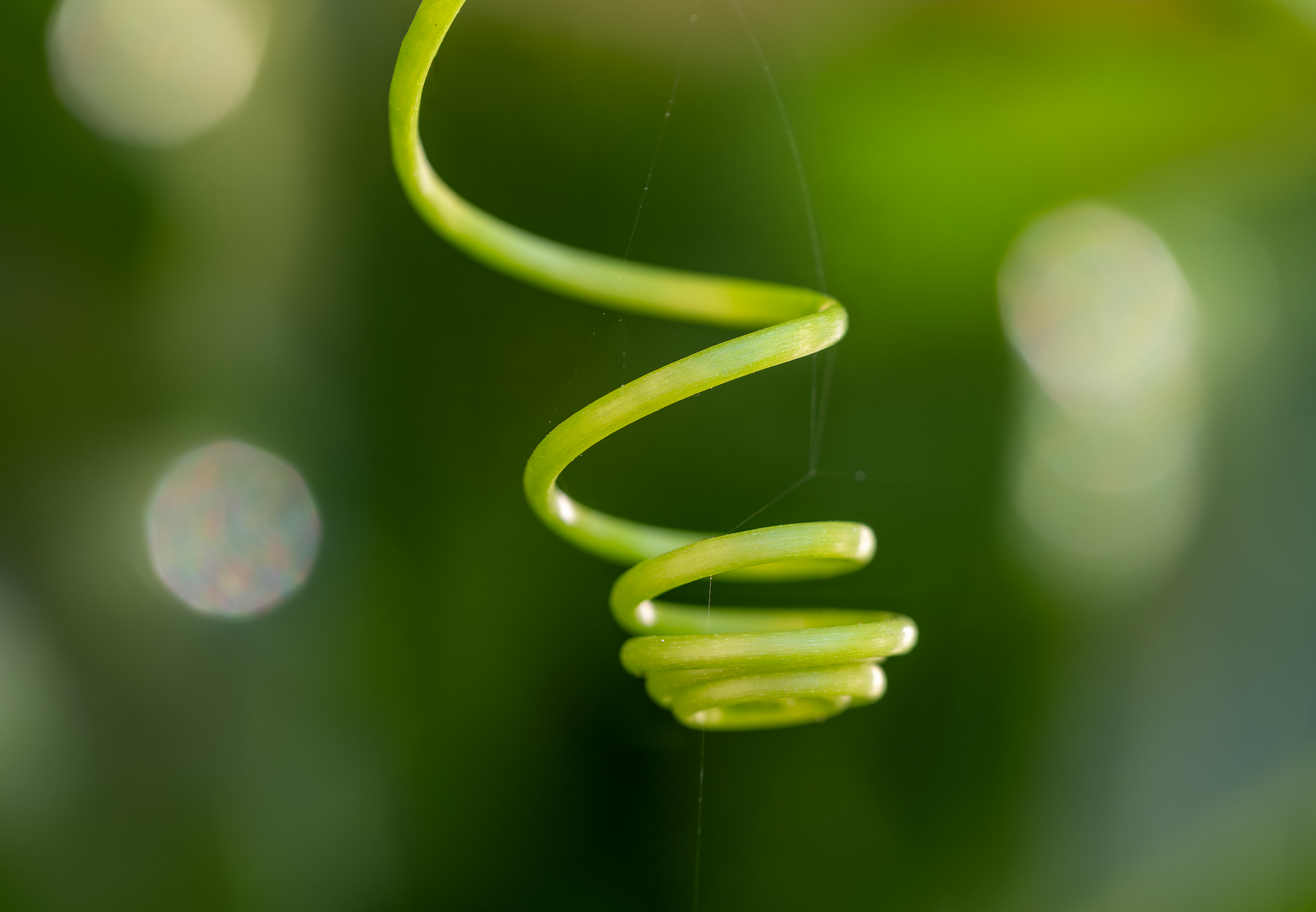
Вусик маракуї

Вусик у ботаніці — це спеціалізований орган рослини, який використовується виткими рослинами для опори та кріплення, а також для клітинного вторгнення паразитичними рослинами, такими як повитиця (Cuscuta). Вусик є видозміненим стеблом, листком або суцвіттям. Багато рослин мають вусики, зокрема запашний горошок, пасифлора, виноград та чилійський славоквіт (Eccremocarpus scaber). Вусики реагують на дотик і хімічні фактори скручуванням, звиванням або прилипанням до відповідних структур чи рослин-господарів. Вусики сильно різняться за розміром від кількох сантиметрів до 69 сантиметрів у Nepenthes harryana. Зазвичай на кожному вузлі (див. стебло рослини) є лише один простий або розгалужений вусик, але Cucumis humifructus може мати їх до восьми.

## Історія
Найдавнішим і найповнішим дослідженням вусиків була монографія Чарльза Дарвіна «Про рухи та звички витких рослин», яка була вперше опублікована в 1865 році. У цій роботі також було введено термін «нутація» для опису руху стебел що ростуть і вусиків у пошуках опори. Дарвін також спостерігав явище, відоме зараз як перекручування вусиків, при якому вусики приймають форму двох секцій зустрічно закручених спіралей з переходом посередині.

## Біологія вусиків
У городнього гороху лише кінцеві листочки модифікуються, перетворюючись на вусики. В інших рослин, таких як чина безлисточкова (Lathyrus aphaca), весь листок модифікується, перетворюючись на вусики, тоді як прилистки збільшуються та здійснюють фотосинтез. Ще інші використовують рахіс складного листка як вусик, як-от представники роду ломиніс (Clematis).
Спеціалізовані пастки-глечики рослин Nepenthes утворюються на кінцях вусиків. Якщо вусик достатньо довго контактує з об'єктом, він зазвичай обвивається навколо нього, утворюючи міцну точку кріплення для глечика. Так, вусики допомагають підтримувати зростаюче стебло рослини. Вусики повитиці (Cuscuta), паразитичної рослини, орієнтуються на хімічні речовини, що переносяться в повітрі, і обвивають лише відповідних господарів.
Звички лазіння у рослин підтримують їх, щоб досягти крони пологу, щоб отримувати більше сонячного світла. Вусик — це орган рослини, що походить від різних морфологічних структур, таких як стебло, листок і суцвіття. Хоча звички лазіння присутні у покритонасінних, голонасінних та папоротях, вусики часто проявляються у покритонасінних рослин і мало у папоротей. 17 типів вусиків було ідентифіковано за їхнім онтогенетичним походженням та характером росту, і кожен тип вусиків може бути залучений більше одного разу в покритонасінних рослинах. До поширених фруктів та овочів, які мають вусики, належать кавун (Citrullus lanatus), отриманий з модифікованого стебла, горох (Pisum sativum), отриманий з модифікованих кінцевих листочків, та виноград звичайний (Vitis vinifera), модифікований з цілого суцвіття.

## Механізм намотування

### Обертання
Механізм обмотування вусиком починається з його обертання навколо своєї осі, в якому він рухається та росте за круговою коливальною схемою. Обертання часто визначається як перший основний рух вусика, і воно служить для збільшення ймовірності того, що рослина контактуватиме з опорою. У дослідженні 2019 року, проведеному Гуеррою та ін., було показано, що без опорного стимулу, в цьому випадку кілка в землі, вусики будуть рухатися по колу до світлового стимулу. Після багатьох спроб досягти опорної конструкції, вусик зрештою впаде на землю. Однак було виявлено, що за наявності опорного стимулу, коливання вусика навколо своєї осі відбуваються в напрямку опорного стимулу. Тому було зроблено висновок, що вусики здатні змінювати напрямок свого обертання навколо своєї осі залежно від наявності опорного стимулу. Процес обертання навколо своєї осі у рослин не є унікальним для рослин з вусиками, оскільки майже всі види рослин демонструють поведінку, пов'язану з обертанням навколо своєї осі.

### Самодиференціація
Хоча вусики обвивають рослини-господарі на основі тактильного сприйняття, рослини мають форму самодиференціації та уникають обвивання навколо себе або сусідніх рослин одного виду, демонструючи хемотропізм, заснований на хеморецепції. Як тільки вусик контактує із сусідньою рослиною того ж виду, сигнальні молекули, що вивільняються рослиною-господарем, зв'язуються з хеморецепторами на вусиках рослини-господаря. Це генерує сигнал, який запобігає тигмотропному шляху і, отже, запобігає обмотуванню вусика навколо рослини-господаря.
Дослідження, що підтверджують цей шлях, були проведені на виткій рослині Cayratia japonica. Дослідження показало, що коли дві рослини C. japonica були у фізичному контакті, вусики не обвивалися навколо рослини того ж виду. Дослідники перевірили цю взаємодію, виділивши оксалати з листя рослини C. japonica та покривши паличку оксалатами. Вусики рослин C. japonica, які фізично контактували з паличкою, покритою оксалатами, не згорталися, що підтверджує, що виткі рослини використовують хеморецепцію для саморозрізнення.
Самодиференціація може надавати еволюційну перевагу витким рослинам, щоб уникнути обвивання навколо рослин того ж виду. Це пояснюється тим, що сусідні виткі рослини не забезпечують таких стабільних структур для обвивання порівняно з більш жорсткими сусідніми рослинами. Крім того, маючи здатність розпізнавати та уникати обвивання навколо рослин того ж виду, рослини зменшують свою близькість до конкуренції, що дозволяє їм мати доступ до більшої кількості ресурсів і, отже, кращий ріст.

## Галерея

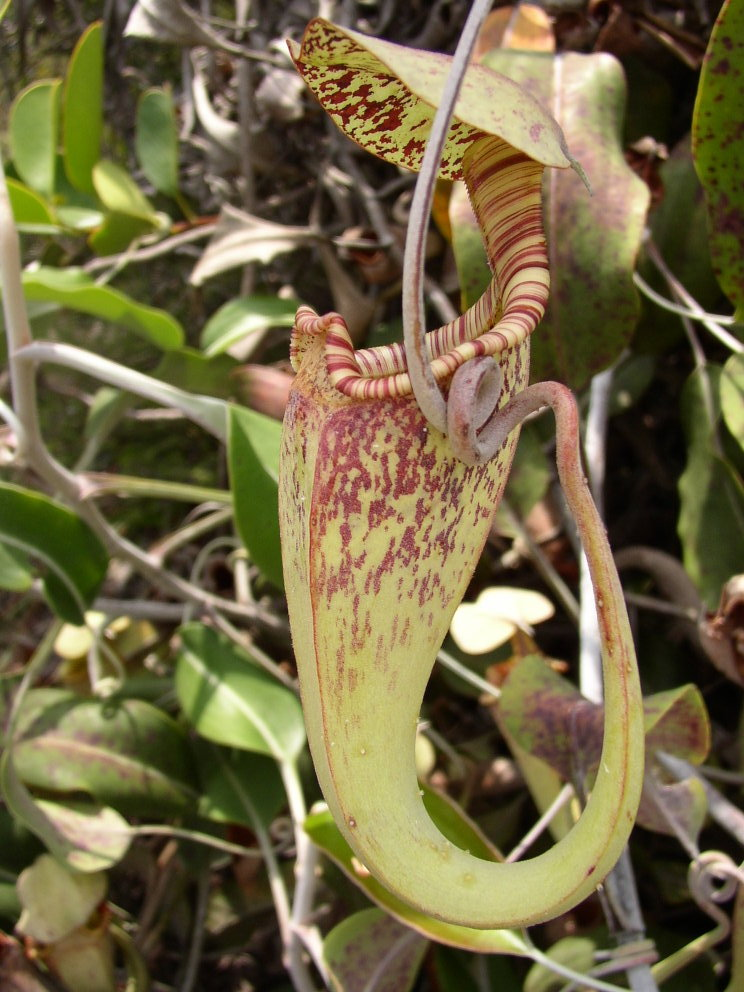
Nepenthes rafflesiana
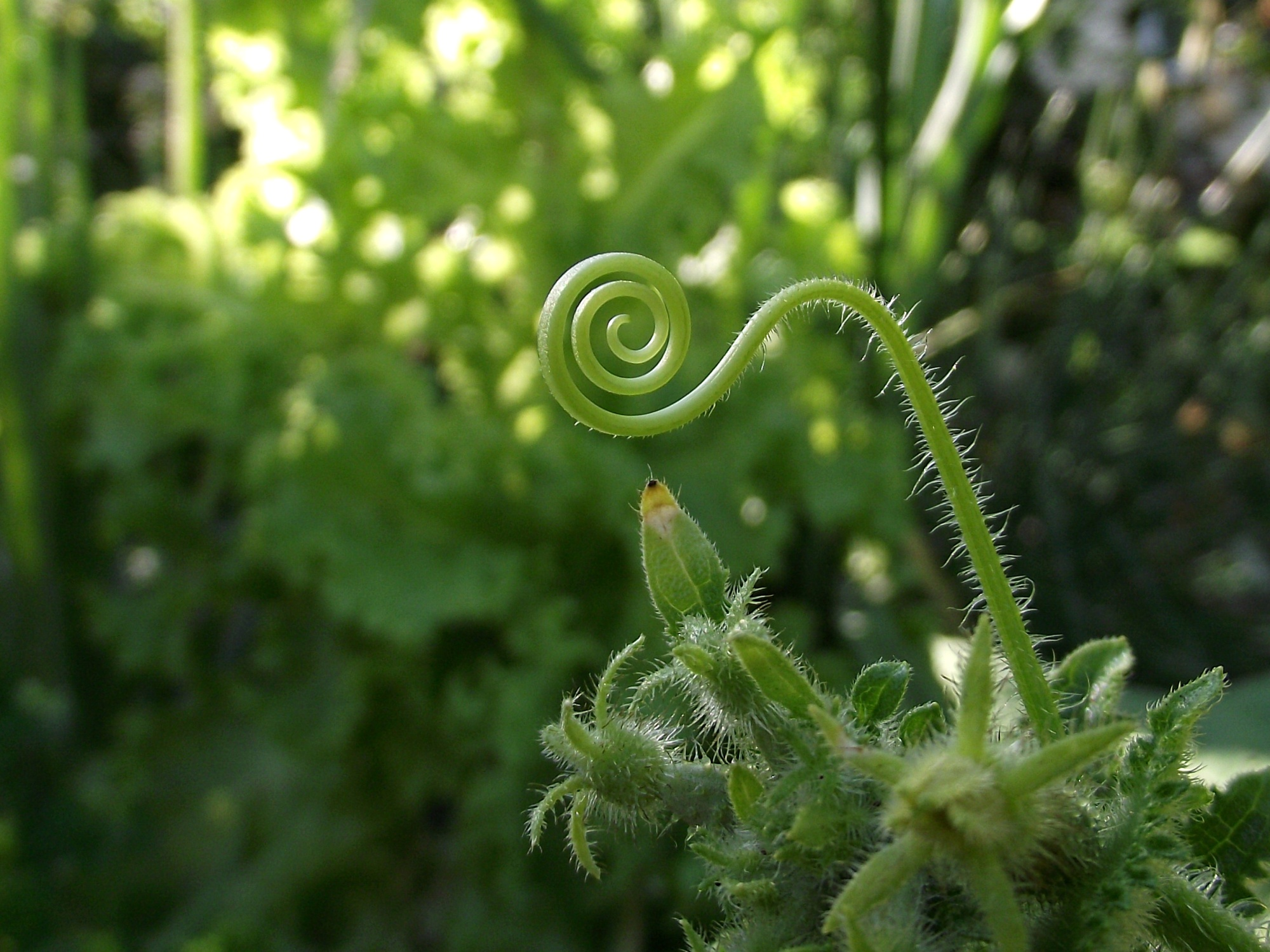
Огірок звичайний
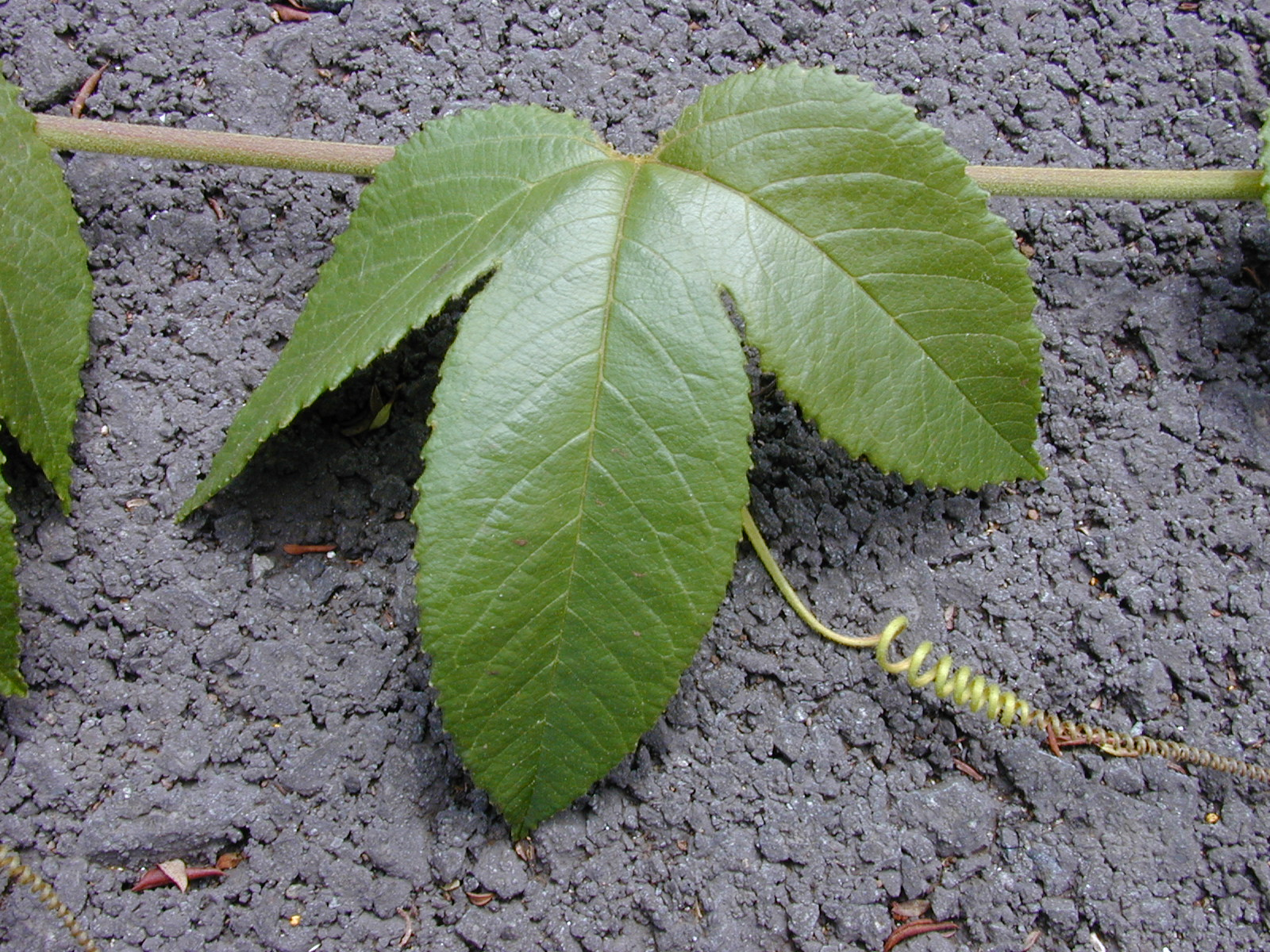
Passiflora tarminiana(інші мови)
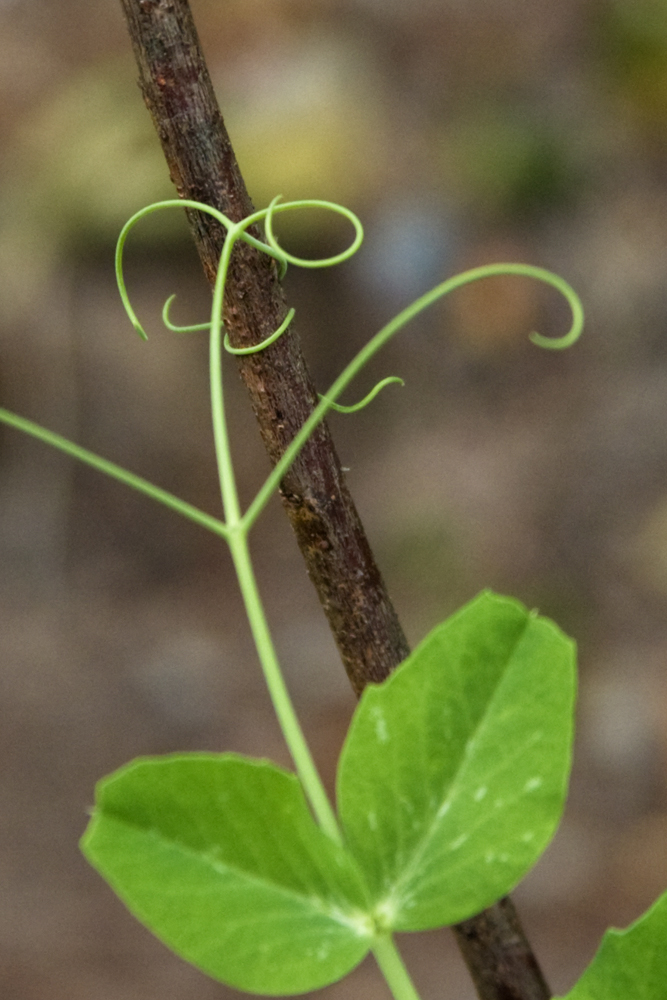
Горох посівний
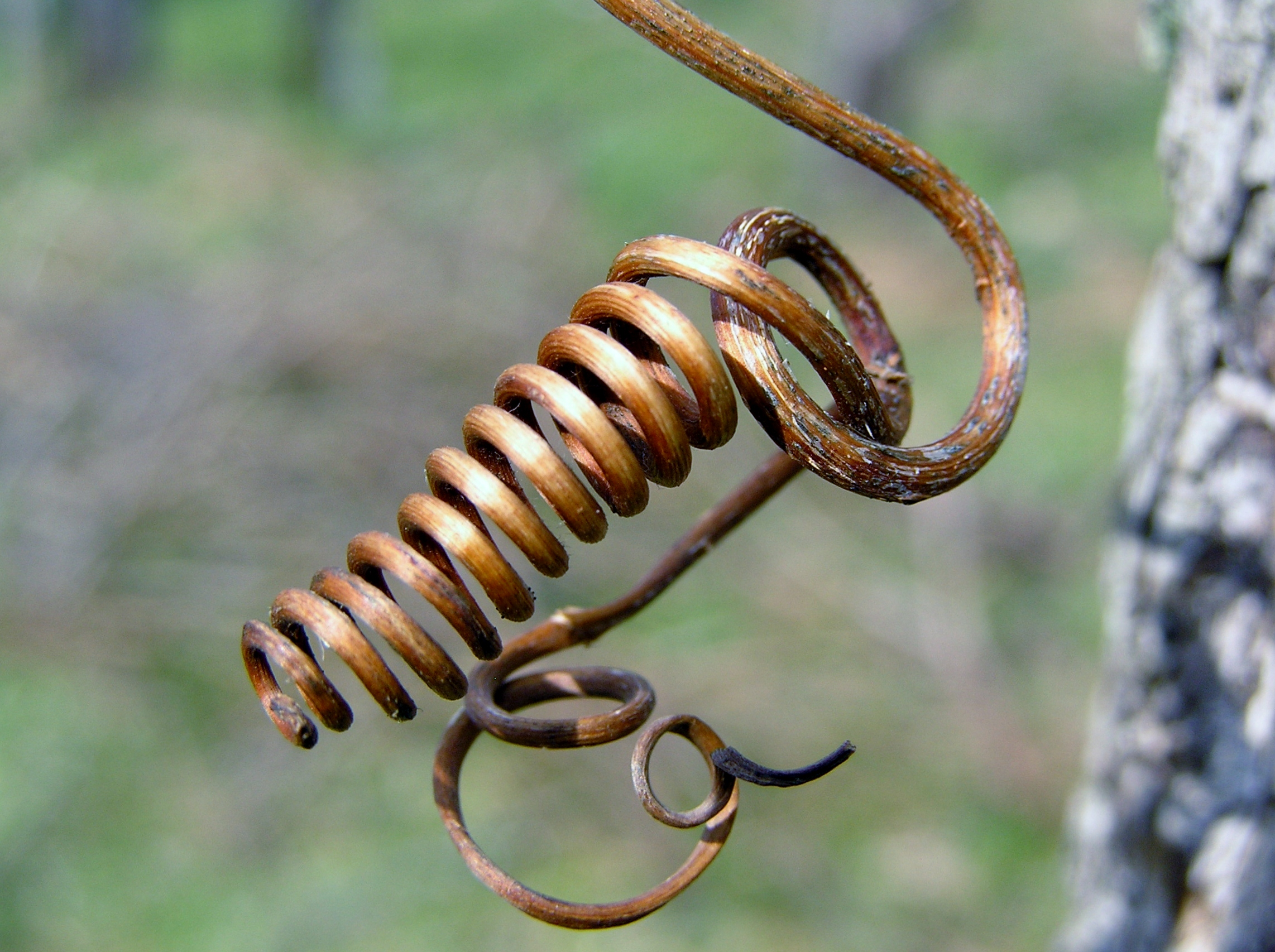
Виноград справжній